# Sphaceloma rhois
Sphaceloma rhois är en svampart som beskrevs av Bitanc. & Jenkins 1940. Sphaceloma rhois ingår i släktet Sphaceloma och familjen Elsinoaceae.   Inga underarter finns listade i Catalogue of Life.